# Trántor
Trántor es un planeta ficticio de las novelas de la Saga de la Fundación del escritor de ciencia ficción Isaac Asimov. Trántor es la capital del Imperio Galáctico. Posteriormente, tras la caída del Imperio, Trántor queda aislado de todo esplendor tecnológico, sufriendo un proceso de involución en el que sus habitantes, en su mayoría agrarios, pasan a llamar al planeta Hame, que según Asimov es una distorsión de la palabra "Home", que en inglés quiere decir "Hogar".

## Situación en las novelas
Trántor aparece por primera vez en los relatos cortos de la Saga de la Fundación. En su primera aparición Asimov lo sitúa en el centro de la Vía Láctea, más tarde se corregiría a sí mismo como un planeta lo suficientemente cercano al Centro Galáctico para permitir la vida humana. Trántor aparece por primera vez en la novela Un guijarro en el cielo (Pebble in the Sky).

Es el año 12.020 G.E. y el emperador Cleon I se sienta en el trono imperial de Trántor. Aquí en la gran capital multifacética del Imperio Galáctico, cuarenta mil millones de personas han creado una civilización de una complejidad cultural y tecnológica inimaginable. Sin embargo, Cleón sabe que hay quienes quieren verle caer, a los que él destruiría si pudiera leer el futuro. En el mismo año 12.020 G.E. Hari Seldon llega a Trántor para desempeñar su papel en la psicohistoria, su gran Teoría de Predicción histórica. Hari posee la fuerza profética que lo hace el hombre más buscado en el Imperio ... el hombre que tiene la clave para el futuro, un poder apocalíptico a ser conocido para siempre como la Fundación.
 Preludio a la Fundación

## Geografía e historia
La historia temprana de Trántor se narra en la novela Las Corrientes del Espacio, donde se menciona la conversión de los cinco mundos de la República Trantoriana en la Confederación Trantoriana, y finalmente en el Imperio Trantoriano (evidentemente se basa en el modelo de la República Romana, que originalmente se desarrolló en el centro de la península itálica, hasta convertirse en el vasto Imperio Romano).
En la época en que transcurre esta novela, Trántor controla la mitad de los mundos de la galaxia, mientras que la otra mitad, está dividida en innumerables mundos independientes y pequeños imperios, lo que convierte al embajador trantoriano en una persona muy importante en estos mundos.
Poco después, la conquista de toda la galaxia, con Trántor como la capital del nuevo Imperio Galáctico es una realidad; el planeta ya no envía embajadores, pero existen los gobernadores reales. Esta situación es en la que se desarrolla Un guijarro en el cielo, que unos cientos de años después continua la cronología de la saga.
Trántor es la capital del primer Imperio Galáctico. Su superficie abarca 194.000.000 km² (130% de la superficie de la Tierra) Todo el planeta es una gran ciudad construida, cubierta en el 100% por el titanio de sus edificios, a excepción de los jardines del Palacio Imperial, que son el único punto forestal de todo el planeta. Es una enorme Metrópoli, una ecumenópolis que ante la evidente falta de espacio en la superficie, alcanza además una gran profundidad del suelo. Otro de los motivos de que se construya a tan bajas profundidades es con el objetivo utilizar la energía térmica que desprende el núcleo del planeta para alimentar los generadores de la ciudad. En el apogeo del Imperio, su población total ascendió a 45 mil millones de personas.
Es interesante citar la teoría de planificación urbana denominada Ekistics, Konstantinos Apostolos Doxiadis predijo en 1968 que la raza humana en la Tierra alcanzaría en el 2100 el crecimiento cero de población cuando alcanzase los 50.000.000.000 de personas en una ecumenópolis mundial basada en la energía de fusión(aunque Segunda Fundación menciona una cifra diez veces mayor que la de los administradores por sí solos), una densidad de población de 232 personas por km² (en comparación, la ciudad de Nueva York en la vida real tiene un estimado de 10.604 personas por kilómetro cuadrado). Su población se dedica casi enteramente a la administración del Imperio o al mantenimiento del planeta mismo, es el centro administrativo y burocrático. Como consecuencia de estar completamente edificado, depende de los suministros exteriores para su supervivencia. Trántor ilustra la mentalidad de los seres humanos que empieza en Las bóvedas de acero, donde la tecnología humana encierra completamente a la población, aislándola del exterior, tanto del espacio, como del aire libre.
Otro de los edificios destacados es la Biblioteca de Trántor (también referida como Biblioteca Imperial, Biblioteca de la Universidad de Trántor o Biblioteca Galáctica), en la que los bibliotecarios se dedican a almacenar y catalogar el conocimiento de la humanidad, haciéndolo accesible desde terminales de ordenador. Esta describía a Trántor como "el centro del Gobierno Imperial por innumerables generaciones, y al estar situado en las regiones centrales de la galaxia entre los mundos más densamente poblados y avanzados industrialmente, es el núcleo de población más rico y denso que la humanidad ha conocido". Un día trantoriano equivale 1,08 Días Estándar Galácticos.
Posteriormente, el Imperio se empieza a desmoronar y cerca del 260 EF, un líder rebelde conocido como Gilmer intenta convertirse en emperador, y en el proceso saquea Trántor, obligando a la familia imperial a huir al cercano mundo de Delicass, que sería renombrado como Nuevo Trántor. Después del saqueo la población baja drásticamente de 40 mil millones a menos de 100 millones. La mayoría de los edificios y domos son destruidos, y durante los siguientes dos siglos el metal de Trántor es vendido, y los granjeros recuperan más y más tierra fértil para sus granjas. Se desarrolla incluso un dialecto del idioma galáctico, y la gente rebautiza al planeta como hame, similar en inglés a home 'hogar'.
Tal como se revela al lector en Segunda Fundación, no todos esos granjeros son lo que parecen, ya que Trántor es la sede de la Segunda Fundación, que reside en el recinto de la Biblioteca Galáctica, cuyas dependencias se mantienen bien conservadas (de los pocos edificios que sobrevivió al saqueo); los campesinos respetan profundamente a los miembros de la organización, aún sin saber en realidad lo que son: los poderes psíquicos de los integrantes de la Segunda Fundación compensan el problema de la falta de tecnología, en especial con su capacidad de control mental. El planeta de la saga Runaway
responde con el mismo nombre como homenaje.

## Producción de alimentos
Según la Trilogía de la Fundación original (1951), Asimov afirma (a través de la Enciclopedia Galáctica), "la imposibilidad de una administración adecuada ... bajo el liderazgo sin inspiración de los emperadores posteriores fue un factor considerable en la Caída". Para satisfacer las necesidades y caprichos de la población los alimentos de veinte mundos agrícolas son traídos por decenas de miles de barcos, flotas más grandes que cualquier armada jamás construida por el Imperio. "Su dependencia de los mundos exteriores para la alimentación y, de hecho, para todas las necesidades de la vida, hizo que Trántor fuera cada vez más vulnerable a la conquista por asedio. En el último milenio del Imperio, las numerosas revueltas hicieron que Emperador tras Emperador fueran conscientes de esto, y la política imperial se convirtió en poco más que la protección de la delicada vena yugular de Trántor" (Enciclopedia Galáctica).
En Preludio a la Fundación (1989), Asimov indica que esto no siempre fue así: originalmente, la mayoría de las necesidades alimentarias básicas de Trántor fueron satisfechas por las "vastas granjas de microorganismos" de Trántor. Los tanques de levadura y las granjas de algas producían nutrientes básicos, que luego se procesaban con sabores artificiales para convertirlos en alimentos sabrosos. Las granjas subterráneas, sin embargo, dependían completamente del cuidado brindado por Tik-Toks (robots menores), y su destrucción luego de un levantamiento abortado dejó a la capital imperial en gran parte dependiente de los alimentos traídos de otros mundos. En Los Límites de la Fundación se menciona que el crecimiento de algas en Trántor se considera una fuente de alimento totalmente inadecuada, por lo que es posible que algunos de los emperadores posteriores intentaran rectificar la situación con un éxito limitado. Trántor, por supuesto, puede volver a producir su propia comida después del saqueo de Gilmer, con la creciente cantidad de tierra utilizable a medida que el metal en la superficie fue retirado y vendido.

## Razas en Trántor
Aunque está situada en un futuro dentro de 22.500 años, hubo muchos matrimonios mixtos raciales y la mayoría de las personas eran multirraciales, según Asimov, tanto en el Imperio Galáctico así como en Trántor, todavía había algunas poblaciones reconocibles principalmente descendientes de las razas originales. en la tierra. Los que llamamos caucásicos se llamaban occidentales, los que llamamos asiáticos se llamaban orientales y los que llamamos negros se llamaban sureños. Nadie podía recordar por qué se usaron estos nombres porque nadie recordaba los orígenes humanos en la Tierra. El propio Seldon se preguntó abiertamente por qué no había "norteños".